# Live in California 74
Live in California 74 est un DVD du groupe Deep Purple paru en 2005. Il retrace le concert donné par le groupe lors du festival California Jam, le 6 avril 1974, qui avait déjà fait l'objet de l'album California Jamming sorti en 1996.

## Titres
Toutes les chansons sont créditées Blackmore, Lord, Paice, Coverdale, sauf mention contraire.
1. Intro – 1:27
2. Burn – 7:30
3. Might Just Take Your Life – 5:54
4. Lay Down, Stay Down – 5:11
5. Mistreated (Blackmore, Coverdale) – 12:12
6. Smoke on the Water (Blackmore, Gillan, Glover, Lord, Paice) – 8:54
7. You Fool No One – 19:07
8. Space Truckin' (Blackmore, Gillan, Glover, Lord Paice) – 25:39

## Musiciens
- Ritchie Blackmore : guitare
- David Coverdale : chant
- Glenn Hughes : basse
- Jon Lord : claviers
- Ian Paice : batterie